# تری‌یاکی بویز
تری‌یاکی بویز (Teriyaki Boyz) یک گروه موسیقی هیپ‌هاپ ژاپنی است. این گروه شامل چهار گرداننده به نام‌های ایلماری و ریو-زی از گروه ریپ اسلایم، وربال از گروه ام-فلو و وایز است. نیگو دی‌جی گروه و بنیان‌گذار شرکت تولیدکنندهٔ پوشاک «A Bathing Ape» است. به همین دلیل، اعضای گروه در اجرای کنسرت‌های زنده و موزیک‌ویدئوها، پوشاک ورزشی این برند (BAPE) را می‌پوشند.

## آثار
از کارهای معروف این گروه، دو آهنگی است که برای فیلم سریع و خشمگین: توکیو دریفت ساخته‌اند.

### آلبوم‌ها
- Beef or Chicken? (2006)

### تک‌آهنگ‌ها
- "HeartBreaker" (2006)
- "I Still Love H.E.R."(2007)
- "ZOCK ON!"(2008)